# Rue du Pot-de-Fer
La rue du Pot-de-Fer est une voie du 5e arrondissement de Paris.

## Situation et accès
La rue du Pot-de-Fer, située dans le quartier du Val-de-Grâce, commence au no 58, rue Mouffetard et se termine au no 33, rue Lhomond
Elle est desservie par la ligne 7 à la station Place Monge.

## Origine du nom
Elle doit son nom à l’enseigne d’un ancien commerce qui s’y trouvait.

## Historique
Cette ancienne voie de Paris qui existait en 1550 à l'état de ruelle était nommée « ruelle des Prêtres » en 1554.
En 1558, elle est nommée « rue du Pot-de-Fer » — dans un titre — à partir de 1588, puis en 1579  « chemin au Prêtre » et « chemin des Prêtres » et en 1603 « rue du Bon-Puits dite du Pot-de-Fer » et plus simplement « rue du Bon-Puits », en raison d'un puits se trouvant à son angle avec la rue Mouffetard, devenu ensuite fontaine publique. 
Elle a également été appelée « rue du Pot-de-Fer-Saint-Marcel » afin de la distinguer de la rue du Pot-de-Fer-Saint-Sulpice.

## Bâtiments remarquables et lieux de mémoire
Le 12 décembre 1835, un incendie se déclenche au 14 de la rue, dans les ateliers d'un brocheur-satineur. Il dure plusieurs jours et touche plusieurs éditeurs et libraires, notamment Ladvocat, pour des dégâts estimés au total à 2 millions de francs.
Formant angle avec la rue Tournefort se trouve l'ancienne caserne des Gardes françaises dont la façade datant de 1775 est inscrite aux monuments historiques depuis 1973. 
La fontaine du Pot-de-Fer, datant du XVIIe siècle, se trouve à l'angle de la rue Mouffetard ; elle est également classée aux monuments historiques depuis 1925.
Dans sa partie attenante à la rue Mouffetard, elle bénéficie aujourd'hui de son activité touristique et festive, avec de très nombreux petits restaurants.

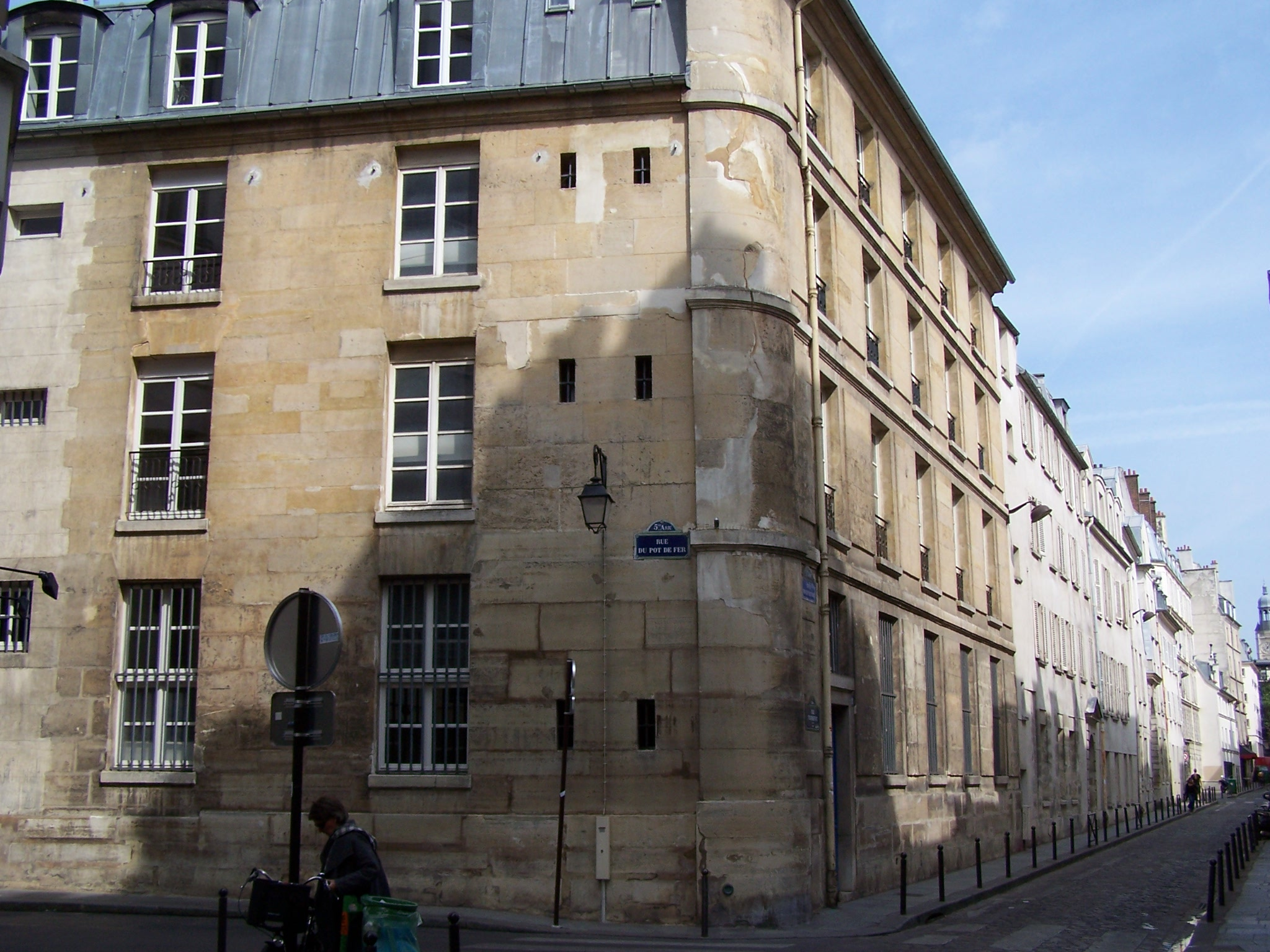
L'ancienne caserne des Gardes-Françaises.
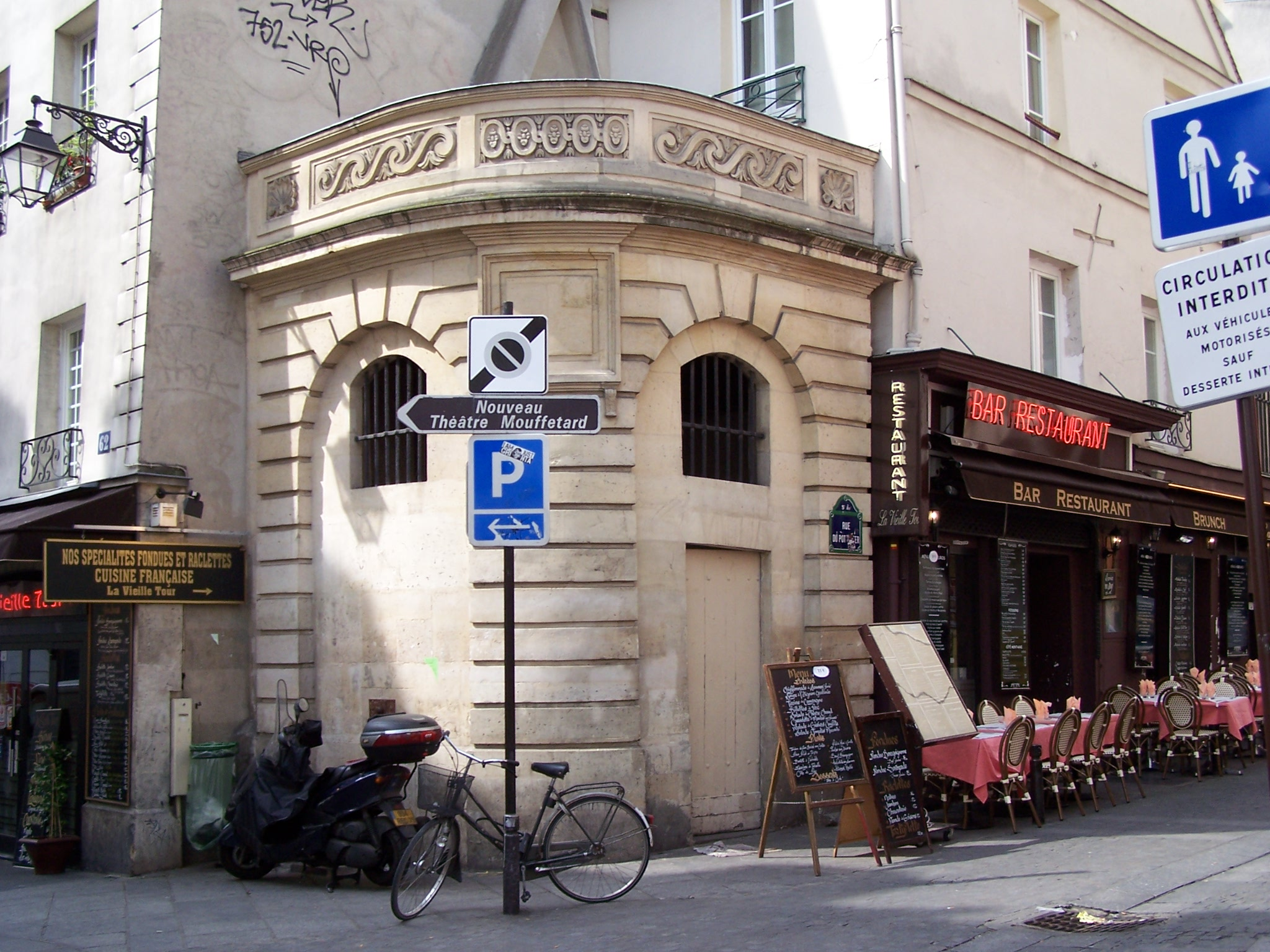
La fontaine du Pot-de-Fer, à l'angle de la rue Mouffetard.
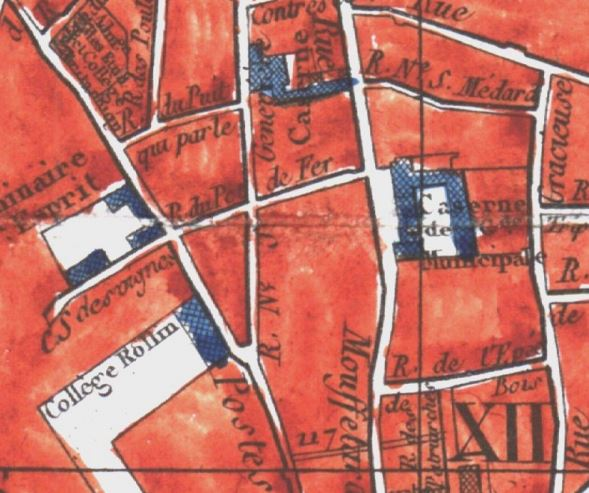
Rue du Pot de Fer - plan de Paris d'Ambroise Tardieu - 1839
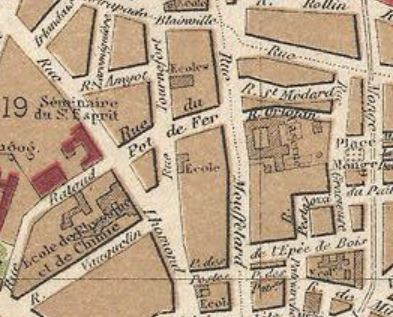
Rue du Pot de Fer - plan de Paris Hachette 1894

### Descriptions littéraires
C'est dans cette rue qu'habite Louis Salavin, le héros du cycle romanesque Vie et aventures de Salavin de Georges Duhamel publié de 1920 à 1932, et dont il fait de précises descriptions.
Elle est également décrite, telle qu'elle était en 1827, au début du chapitre CLII des Mohicans de Paris d'Alexandre Dumas. Description qui s'achève sur ces mots : « […] pour un savant, pour un philosophe ou pour un poète, habiter cette petite rue silencieuse et verdoyante, c'était un rêve enchanté. »
L'écrivain britannique George Orwell y était domicilié vers la fin des années 1920, dans un hôtel miteux, au 6, rue du Pot-de-Fer, où il vécut les expériences racontées dans Down and Out in Paris and London.